# NASA Earth Observatory

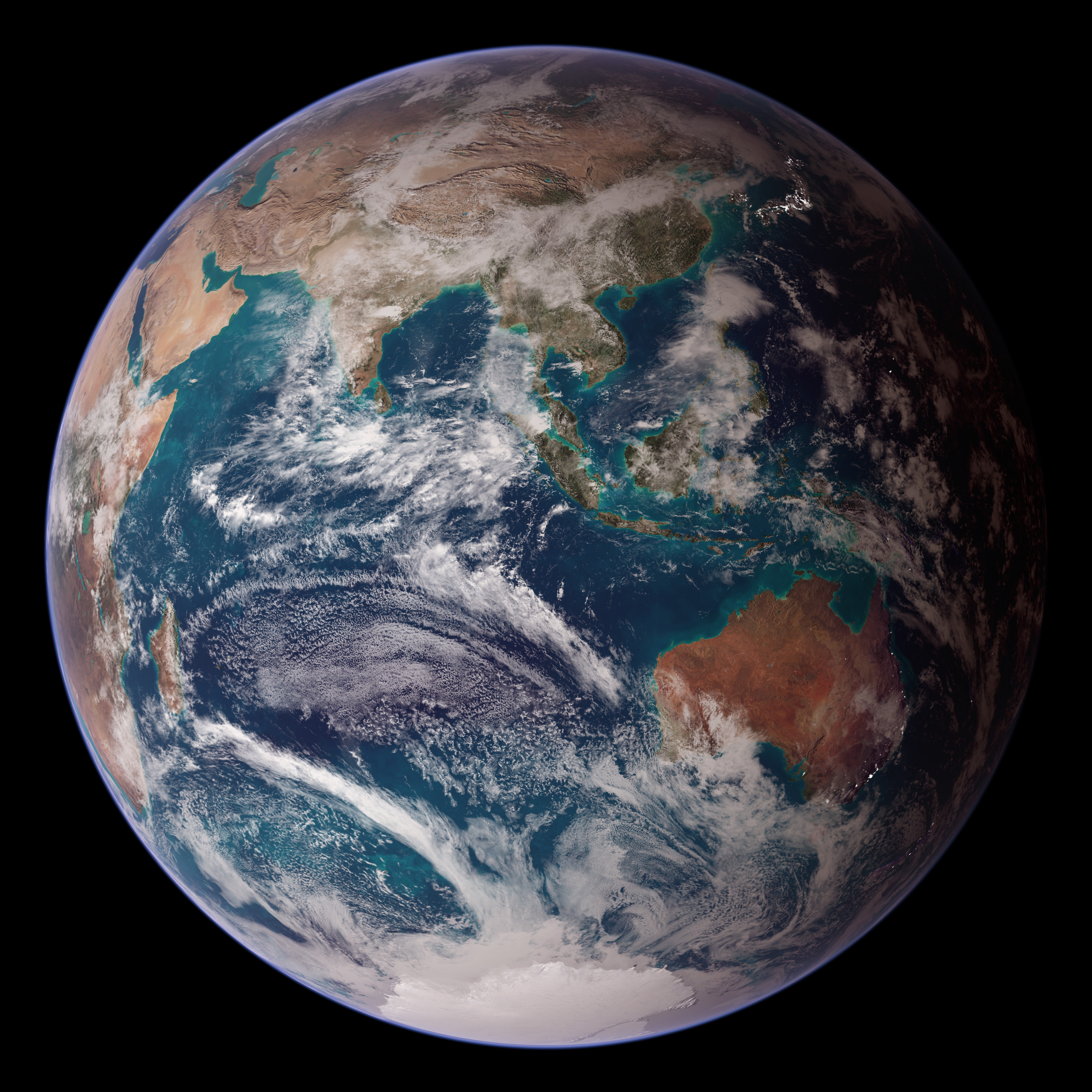
Rendu de l'hémisphère oriental de la Terre, basé sur les données des instruments MODIS des satellites Terra et Aqua, du programme de satellite météorologique de la défense, de la navette spatiale Endeavour et du projet de cartographie de l'Antarctique Radarsat, combinés par des scientifiques et des artistes, octobre 2007

Le NASA Earth Observatory a été créé en 1999 pour diffuser en ligne les images satellite et autres données scientifiques relatives au climat et à l'environnement de la Terre recueillies par la NASA et destinées au public. Il est financé par de l'argent public, voté par le Congrès, et fait partie du Projet Science du Earth Observing System installé au NASA Goddard Space Flight Center. Parmi les images les plus connues, on cite celles de nuages sur la mer Caspienne, de tempêtes de poussière au large de la côte du Maroc, de l'effondrement du pont de glace du Détroit de Wilkins (Antarctique), de l'ouragan Bertha (en: Hurricane Bertha (2008), et bien d'autres.